# Оспрі (Флорида)
Оспрі (англ. Osprey) — переписна місцевість (CDP) в США, в окрузі Сарасота штату Флорида. Населення — 6690 осіб (2020).

## Географія
Оспрі розташоване за координатами 27°11′25″ пн. ш. 82°28′33″ зх. д. / 27.19028° пн. ш. 82.47583° зх. д. (27.190394, -82.475705).  За даними Бюро перепису населення США в 2010 році переписна місцевість мала площу 15,68 км², з яких 13,51 км² — суходіл та 2,17 км² — водойми.

## Демографія
Згідно з переписом 2010 року, у переписній місцевості мешкало 6100 осіб у 2799 домогосподарствах у складі 1994 родин. Густота населення становила 389 осіб/км².  Було 3415 помешкань (218/км²).
Расовий склад населення:
| - 96,0 % — білих - 1,9 % — азіатів - 0,5 % — чорних або афроамериканців - 0,2 % — корінних американців |

До двох чи більше рас належало 1,1 %. Частка іспаномовних становила 3,4 % від усіх жителів.
За віковим діапазоном населення розподілялося таким чином: 14,6 % — особи молодші 18 років, 51,5 % — особи у віці 18—64 років, 33,9 % — особи у віці 65 років та старші. Медіана віку мешканця становила 57,2 року. На 100 осіб жіночої статі у переписній місцевості припадало 94,5 чоловіків;  на 100 жінок у віці від 18 років та старших — 93,6 чоловіків також старших 18 років.
Середній дохід на одне домашнє господарство  становив 111 824 долари США (медіана — 74 233), а середній дохід на одну сім'ю — 127 260 доларів (медіана — 90 567). Медіана доходів становила 55 625 доларів для чоловіків та 33 618 доларів для жінок. За межею бідності перебувало 6,3 % осіб, у тому числі 12,5 % дітей у віці до 18 років та 2,7 % осіб у віці 65 років та старших.
Цивільне працевлаштоване населення становило 2348 осіб. Основні галузі зайнятості: освіта, охорона здоров'я та соціальна допомога — 28,3 %, роздрібна торгівля — 18,2 %, науковці, спеціалісти, менеджери — 15,0 %.